# Christophe Van Dijck
Christophe Van Dijck (5 juli 1985) is een Belgisch judoka in de categorie tot 90 kg. Hij is meermaal Belgisch kampioen.

## Palmares
2009
- Belgisch kampioenschap -90kg

2008
- Belgisch kampioenschap -81kg

2007
- Belgisch kampioenschap -81kg

2006
- Belgisch kampioenschap -81kg

2005
- 7e Europees kampioenschap tot 23jaar -81kg
- Belgisch kampioenschap -81kg

2004
- Belgisch kampioenschap -81kg
- Belgisch kampioenschap -20jaar, -81kg

2003
- Belgisch kampioenschap -20jaar, -81kg